# خوسيه كيسادا
خوسيه كيسادا (بالإسبانية: José Quezada)‏ هو لاعب كرة قدم تشيلي في مركز حراسة المرمى، ولد في 17 أغسطس 1990 في سانتياغو في تشيلي. شارك مع منتخب تشيلي لكرة القدم. أما مع النوادي، فقد لعب مع ديبورتيس ماجالانز ونادي بالستينو.

## وصلات خارجية
- خوسيه كيسادا على موقع قاعدة بيانات كرة القدم.إي يو (الإنجليزية)
- خوسيه كيسادا على موقع Soccerway.com (الإنجليزية)
- خوسيه كيسادا على موقع AS.com (الإسبانية)